# Digital Theater Systems
DTS (digital theater system) är ett digitalt format för lagring av flerkanaligt ljud, lanserat 1993 av företaget Digital Theater Systems. Det var då en konkurrent till Dolby Digital.
DTS finns i olika versioner, med bland annat olika antal kanaler, samplingsfrekvens och bitdjup. Formatet utvecklades ursprungligen för bio och det planerades såväl en stereoversion (2.1) som en sexkanalig version (5.1). Stereoversionen lades dock ned efter endast ett fåtal installerade system, vilka uppgraderades till 5.1. Den första större film (efter två testfilmer) som visades på bio med DTS-ljud var Jurassic Park, med premiär den 11 juni 1993. Då var 876 system installerade.
DTS-formatet är inte bundet till ett visst medium. För bio övervägdes först DAT, men istället valdes cd-rom. Ett krav på mediet är förstås att tillräcklig bandbredd är tillgänglig. DTS finns med olika bandbredd för olika medier. För cd och LD (Laserdisc) är bandbredden 1,235 Mbit/s (tillgänglig bandbredd: 1,411 Mbit/s). För dvd-video är bandbredden 1,509 Mbit/s eller 754 kbit/s (vanligt för långfilmer).
DTS-kodat material kan lagras som wav-filer, vilket innebär att materialet lätt kan distribueras, till exempel över Internet. Som exempel kan nämnas att Sveriges Radio via sin hemsida har gjort eget material i DTS- (och Dolby Digital-) format tillgängligt för nedladdning. Efter nedladdning kan filerna brännas på cd-r och spelas upp i en vanlig cd-spelare, digitalt kopplad till en DTS-avkodare.
DTS-formatet är mindre vanligt än Dolby Digital på dvd-video med långfilmer, men kan tack vare den större bandbredden ge högre ljudkvalitet.